# Mario Payssé Reyes
Mario Payssé Reyes (Montevideo 5 de marzo de 1913 - idem 13 de enero de 1988), arquitecto uruguayo de importante influencia a mediados del siglo XX.

## Biografía
Hijo del Dr. Eduardo Payssé Neri y de María Josefa (Pepita) Reyes Lerena, quinto de siete hermanos.
Luego de transitar los dos primeros niveles de enseñanza en el Sagrado Corazón (Seminario), ingresa a la Facultad de Arquitectura) de la Universidad de la República en 1932.
Tempranamente demostró sus inclinaciones hacia la docencia, siendo profesor ayudante de matemáticas en el Liceo Zorrilla.
Su carrera estudiantil fue destacada (Premio Estímulo 35, Premio Giuria 36, Premio Profesores de Facultad 36, Premio Estímulo 37), a la par que desarrollaba actividades como Ayudante Proyectista en la UTE y en el Instituto de Urbanismo. Durante su carrera fue discípulo directo de Julio Vilamajó (1894-1948).
Luego de egresar de la Facultad de Arquitectura en 1937, realiza un viaje por el norte de África y parte de Europa. A su regreso se integra al Taller Vilamajó como Asistente Honorario, iniciando su carrera docente: Profesor Adjunto de Proyectos 1º a 3º, Profesor Titular de Proyectos 1º a 3º y finalmente Profesor Titular de 4º y 5º, cátedra dejada vacante por el fallecimiento de su maestro Vilamajó.
Paralelamente a su docencia universitaria, fue profesor de Dibujo y Estudio de las Formas en Preparatorios de Arquitectura del Liceo Francés y profesor en la UTU (Escuela de Artes Aplicadas, Escuela de Industria de la Construcción y Escuela de Cursos Complementarios Nocturnos). De esta manera abarcó simultáneamente la docencia en las tres ramas de la enseñanza, hecho que le permitió dimensionar y complementar las distintas visiones requeridas para cada nivel de enseñanza.
También actuó como arquitecto del Plan Regulador en la Intendencia de Montevideo, etapa en la que proyectó el Parque Zoológico de Santiago Vázquez (Parque Francisco Lecocq).
Para complementar su formación docente, obtiene en 1948 una beca de perfeccionamiento docente que lo lleva durante un año por diversas universidades y estudios profesionales de EE. UU.: entre otros, los estudios de Frank Lloyd Wright, Eero Saarinen, Richard Neutra, Ludwig Mies Van der Rohe, Erich Mendelsohn, Walter Gropius y como profesor en el Instituto Tecnológico de Massachusetts (MIT). 
Durante su relativamente corto período como Director de Taller (apenas siete años de 1º a 5º), logró transmitir un importante legado académico a sus alumnos, que se apoyó en una sólida y rigurosa doctrina arquitectónica ("Cinco puntos para una nueva arquitectura para el Uruguay"; 1952), una extensa labor profesional apoyada fundamentalmente en la participación en concursos y una consecuente postura ética frente a la labor del arquitecto. Su temprano retiro de la docencia en 1957 (a los 44 años) fue generado por un prolongado quebranto de salud, que le obligó a dedicarse exclusivamente a la tarea profesional.
Su dilatada participación en concursos de todo tipo (fundamentalmente de arquitectura, pero también de escenografías, cine y plástica) abarca un período muy prolífico (1940 a 1963), a partir del cual se orienta también hacia el campo internacional.

## Obras
Del primer período cabe destacar: Gran Premio de la Facultad de Arquitectura, Seminario Arquidiocesano de Montevideo (junto con Enrique Monestier, Walter Chappe y Mariano Arana) Caja de Jubilaciones y Pensiones Civiles y Escolares (junto con Walter Chappe, Fedor Tisch y Mario Harispe), Mutualista del Partido Nacional (junto con Eduardo Ros, Nelson Bascou, Enrique Faget y Carlos Peluffo), Sucursal Punta del Este del BROU (junto con Adolfo Pozzi) y Oficinas del Poder Judicial (junto con Walter Chappe y Perla Estable), todos ellos premiados. En 2007, el Seminario Arquidiocesano (actual Escuela Militar de Uruguay), ha sido declarado Monumento Histórico Nacional.
En el segundo período se ubican: Complejo Hotelero Euro-Kursaal en España (junto con Mario Harispe, Perla Estable y Enrique Faget), Municipalidad de Ámsterdam (junto con Luis Eduardo Patrone, Perla Estable, Julio Navarro y Carlos Ott), Terminal de Ómnibus de Buenos Aires (junto con Uruguay Herrán, Francisco Villegas Berro, Mario Harispe, Perla Estable, Guillermo Gómez Platero y Rodolfo López Rey) y Embajada Uruguaya en Brasilia (junto con Perla Estable, Carlos Peluffo, Nayla Laxalde y Marcelo Payssé), con suerte dispar en sus resultados, pero elocuentes en su carga propositiva.
No es tan numerosa su producción edilicia en la actividad privada, por otra parte muy rica en contenidos: entre otras, Vivienda en Malvín, Edificio de apartamentos en Br. España y Salterain (junto con Duhalde y García Selgas), Vivienda Fein en Carrasco y Vivienda propia en Carrasco, esta última declarada Monumento Histórico Nacional.
En toda su producción se puede encontrar su consecuente preocupación por una arquitectura apropiada al medio, tanto en el uso de los materiales (en particular el ladrillo) como en la intención de lograr condiciones ambientales óptimas a través del manejo sutil de los espacios exteriores. También se repite la intención de integrar arquitectura con artes plásticas, muy explícita en el Seminario de Toledo, su propia casa en Carrasco y en el edificio de la Cancillería Uruguaya en Buenos Aires (junto con Perla Estable, Carlos Peluffo, Nayla Laxalde y Marcelo Payssé). En particular adhirió a la propuesta compositiva del Taller Joaquín Torres García, con alcances similares a los adoptados por Ernesto Leborgne y Rafael Lorente Escudero, consolidando una versión del Movimiento Moderno fuertemente enraizada en el medio latinoamericano.
Su actitud totalizadora y la intención de hacer trascender sus posturas arquitectónicas, queda pautada por la necesidad permanente que demostró en transmitir su pensamiento a través de artículos en diversas revistas, la publicación de un libro sobre su obra ("¿Dónde estamos en arquitectura? : 1937/1967"), numerosas exposiciones de arquitectura, el cortometraje "Eupalinos", variadas conferencias en el ámbito nacional e internacional y una extensa comunicación personal con otros arquitectos extranjeros.
Fue proverbial en él su capacidad para transmitir por medio del dibujo el complejo (y muy personal) proceso de diseño, constituyéndose en uno de los ejemplos más interesantes y prolíficos de documentación gráfica en las instancias de definición del anteproyecto de arquitectura. 
Cabe destacar su permanente preocupación por dignificar y perfeccionar el instituto del concurso abierto, como el instrumento que ofrece mayor garantía de calidad del producto arquitectónico.
Durante su última etapa vital, creyó conveniente participar como Coordinador de Talleres (de forma honoraria, cabe aclarar) durante la intervención que sufrió la Facultad de Arquitectura (1973/85), revelando, como se dijo con mucha precisión una vez, "una controvertida personalidad transformadora, incapaz de mitigar la exteriorización de su autoestima, confluyendo en él la ingenuidad y el talento, la sutileza creadora y la simplificación intelectiva".
El título Doctor Honoris Causa que se le concedió en 1984, hubiera merecido recibirlo de su querida Facultad de Arquitectura en épocas menos turbulentas, luego de superados los sectarismos (de todo signo) y apasionamientos que los uruguayos (y los arquitectos en particular) solemos expresar al valorar nuestras figuras más importantes.